# Passeport haïtien
Le passeport haïtien (en créole haïtien : paspò ayisyen) est un document de voyage international délivré aux ressortissants haïtiens, et qui peut aussi servir de preuve de la citoyenneté haïtienne.

## Apparence

### Langues
Le passeport est rédigé en créole haïtien et en français, les deux langues officielles du pays.

## Liste des pays sans visa ou visa à l'arrivée 2022
Pour des séjours de 14 jours à 3 mois, un citoyen haïtien (détenteur d’un passeport haïtien) peut voyager, sans aucun visa, dans les pays suivants : le Kenya, la Turquie, la Bolivie, la Corée du Sud, le Chili (le Chili a cependant publié une note en juillet 2017 déclarant que désormais les Haïtiens voulant séjourner sur leur territoire doivent solliciter un visa ; juste pour pouvoir garantir leur sécurité et le respect des droits de migrants), la Zambie, la Malaisie, l'Égypte, les Philippines et Hong Kong.
De plus, un citoyen haïtien (détenteur d’un passeport haïtien), peut voyager, sans aucun visa préalable, et avoir un visa délivré à l’arrivée, dans les pays suivants : l'Arménie, la Zambie, les Tuvalu, le Togo, le Timor oriental, la Tanzanie, les Seychelles, Sao Tomé-et-Principe, les Samoa, les Palaos, l'Ouganda, le Népal, le Mozambique, les Maldives, Madagascar, Macao, le Laos, le Kenya, la Jordanie, l'Irak, la Géorgie, l'Égypte, Djibouti, la Turquie, les Comores, le Cambodge, la Biélorussie, le Bangladesh , Azerbaïdjan et Dubaï.

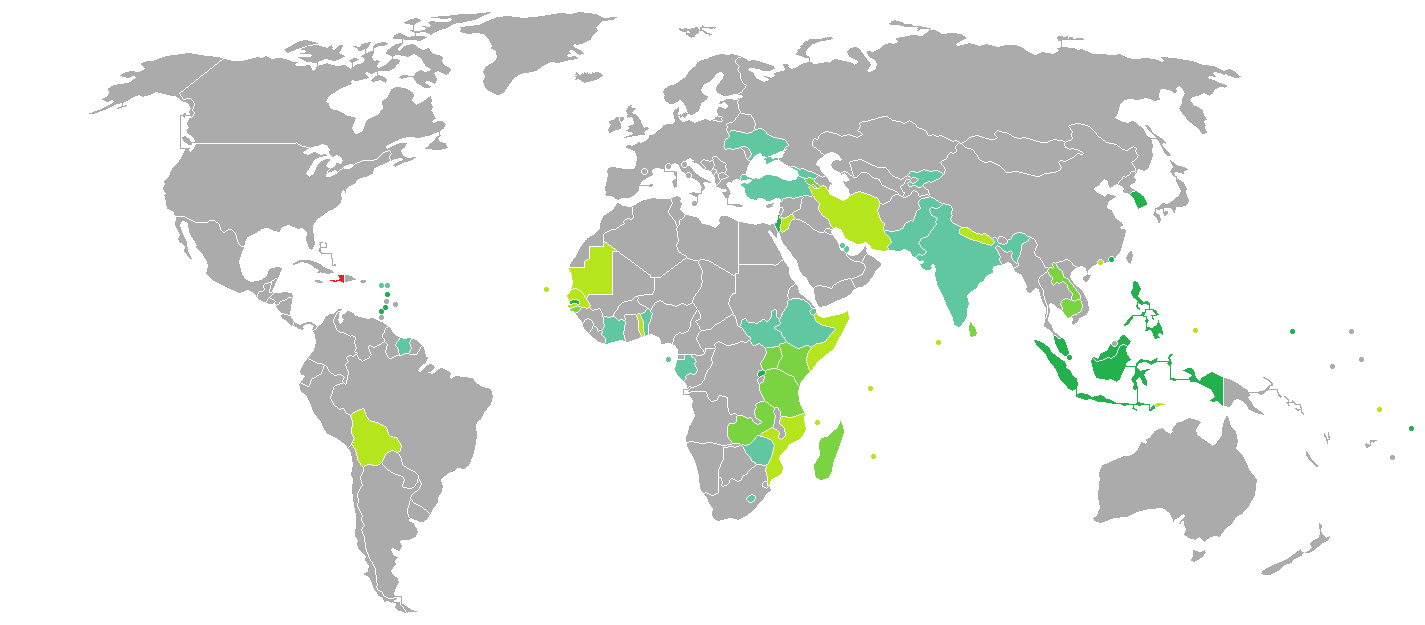
Haïti
Visa non nécessaire
Visa à l'arrivée
Système de visa électronique
Visa électronique ou à l'arrivée
Visa requis avant l'arrivée
Interdiction de voyager